# Watertown (Connecticut)
Watertown – miasto w Stanach Zjednoczonych, w stanie Connecticut, w hrabstwie Litchfield.